# オクタゴニアン
『オクタゴニアン』（Octagonian）は、大塚英志原作、杉浦守作画による日本の漫画。角川書店の『Comic新現実』にて第6話まで連載されたが、同誌の休刊にともない中断した。

## 物語
太平洋戦争敗戦直後の日本、東京。偶然出会った2人の男「菊人」と「M」はお互いの特技を生かして探偵業を始める。占領軍に顔の効く知人・吉備島の紹介で次々と怪しげな仕事をこなしてゆくが、それらの裏にはこの国の未来に関わる重大な秘密が有った。そしてそこには必ず、占領軍専用列車「オクタゴニアン号」の姿が有るのだった。

## 登場人物
菊人（きくと）
昭和天皇とそっくりな顔を持つ、元影武者。人間宣言を機に昭和天皇と別れ、街に出る。普段は顔を隠すため、ぼさぼさのかつらと付け髭を着用している。
M
戦時中に共産党を壊滅させた特高の元スパイ。顔を自在に変形させる能力を持つ。街頭で「顔屋」を開いていて菊人と知り合う。普段は常に袋を被って顔を隠している。元々は『木島日記』の登場人物。
吉備島（きびじま）
元特高。占領軍や裏の世界に顔が広く、Mの元に怪しげな仕事を持ち込む。
昭和天皇
日本の国土を焦土にした責任をとるため、菊人が自分の身代わりとして裁かれるのを拒否し、菊人を罷免する。
アメリカ軍将校
オクタゴニアン号の責任者。

## 単行本
第1巻が角川書店より発売された。2005年8月初版発行。第1話から第4話を収録。ISBN 4047137510